# Skythien (Indien)

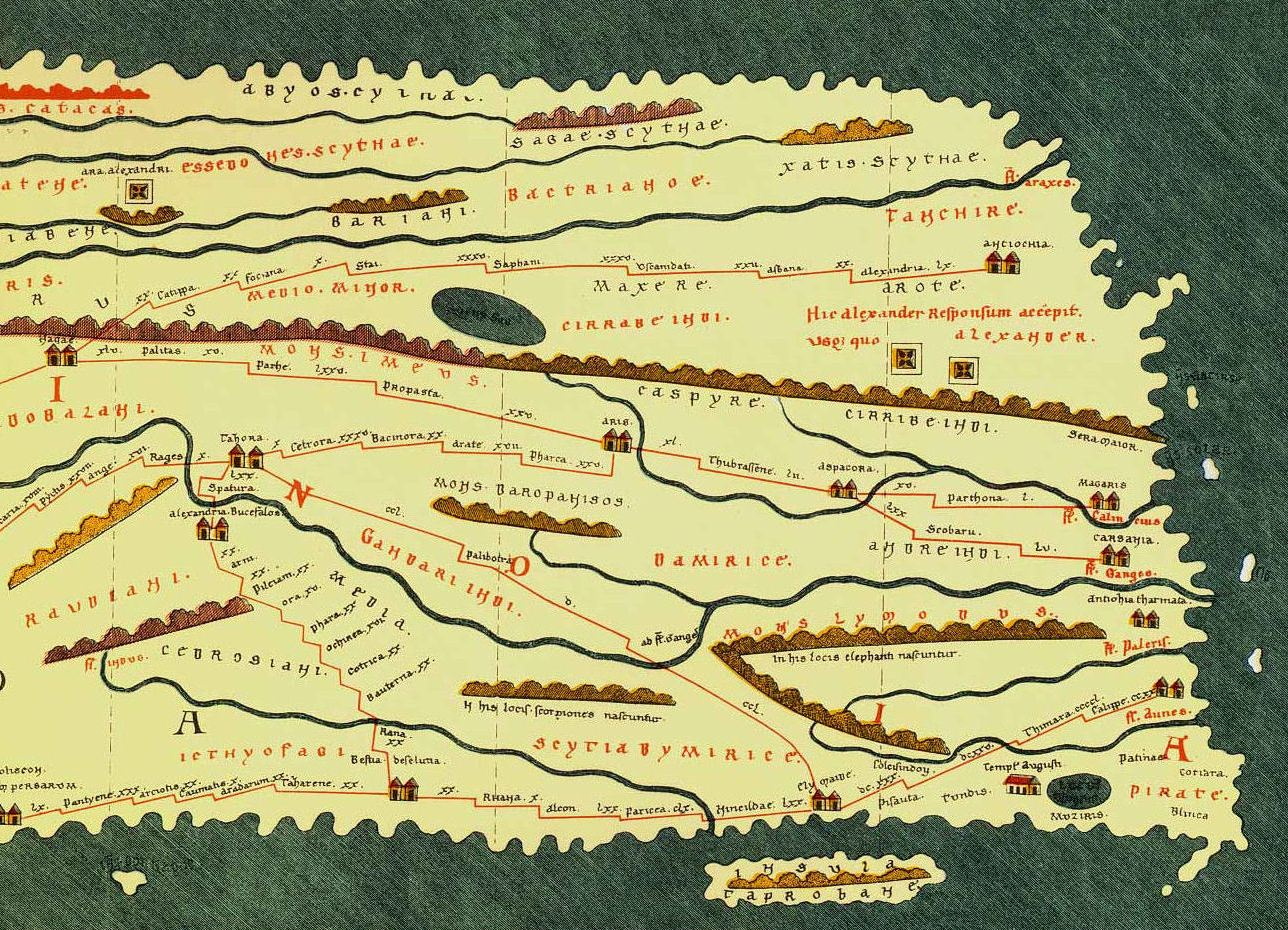
Ausschnitt aus der Tabula Peutingeriana

Als Skythien wird in verschiedenen antiken, römerzeitlichen Quellen die Region an der Mündung des Indus bezeichnet. Diese Benennung findet sich auf den überlieferten, antiken Karten, wie z. B. bei Claudius Ptolemäus, der die Region als Indo-Skythien bezeichnet und der Tabula Peutingeriana. Die Region wird auch in der Periplus Maris Erythraei erwähnt, nach dieser soll das Gebiet von parthischen Fürsten umkämpft gewesen sein. Nach der Periplus Maris Erythraei und nach Claudius Ptolemäus Geographike Hyphegesis (Buch VII, 1) war Minnagara (Minnagar) die Hauptstadt. Skythien wird auch in antiken Inschriften, wie solche aus Palmyra genannt.  Im Industal herrschte im ersten Jahrhundert v. Chr. die Indo-Skythische Dynastie, auf die der Name der Region in westlichen Quellen zurückzuführen ist. Ein wichtiger Hafen war Barbarikon (Periplus, Kap. 38).